# Birchgrove (Swansea)
Pour les articles homonymes, voir Birchgrove.
Birchgrove (en anglais) ou Y Gellifedw (en gallois) est une communauté de la cité et comté de Swansea, au pays de Galles.

## Géographie
Birchgrove est situé à 9 km au nord-est du centre-ville de Swansea. La communauté est délimitée par la Tawe (en) à l'ouest, l'autoroute M4 au sud et la colline de Mynydd Drumau (en) à l'est, du côté du borough de comté de Neath Port Talbot.

## Démographie
Au recensement de 2011, la communauté de Birchgrove comptait 7 392 habitants.